# Pimay
Pimay là một hoàng tử Ai Cập cổ đại, con trai của pharaoh Shoshenq III, ông đã nắm giữ chức vụ Đại thủ lĩnh của người Ma dưới triều đại của cha mình.

## Danh tính
Trước kia người ta thường cho rằng Pimay đã kế vị cha của mình, thì các bằng chứng khảo cổ học mới được Aidan Dodson phát hiện gần đây vào năm 1993 đã xác định rằng một vị vua mới thuộc vương triều thứ 22 ở Tanit tên là Shoshenq IV mới thực sự là người đã kế vị Shoshenq III. Pimay cũng không phải là vua Pami thuộc vương triều thứ 22 bởi vì chính tả và cách dịch tên của họ là khác nhau. Trong khi tên Pami đọc là "Con mèo" trong tiếng Ai Cập cổ đại, thì tên Pimay dịch là "Sư tử". Tên của vua Pami đã bị phiên âm một cách nhầm lẫn thành Pimay bởi các sử gia trước kia dựa trên quan điểm chung (mà ngày nay là không chính xác) rằng ông là con trai và là người kế vị của Shoshenq III. Hơn nữa, nếu Pimay thực sự đã sống lâu hơn cha của mình, thì ông mới là người đã kế vị vua cha của mình thay vì là vị vua vô danh Shoshenq IV, người không được coi là một người con trai của Shoshenq III trong các nguồn lịch sử đương thời. Do đó, dường như chắc chắn rằng Shoshenq III đã sống lâu hơn tất cả những người con trai của mình trong suốt triều đại kéo dài 4 thập kỷ của ông ta. Vì thế Pimay dường như đã qua đời trước người cha của mình.
Có khả năng rằng Pimay còn là một tổng đốc tại Sais ở khu vực miền Tây châu thổ sông Nile, như được gợi ý bởi một nhóm các bức tượng dành riêng cho ông mà đã được tái phát hiện tại thành phố này. Nếu vậy, ông đã là một người tiền nhiệm gián tiếp của Đại thủ lĩnh người Ma Osorkon C, người mà sau này sẽ được kế tục bởi vị pharaoh tương lai của vương triều thứ 24, Tefnakht.